# Корсель-пре-Консіз
Корсель-пре-Консіз (фр. Corcelles-près-Concise) — громада  в Швейцарії в кантоні Во, округ Юра-Нор-Водуа.

## Географія
Громада розташована на відстані близько 60 км на захід від Берна, 36 км на північ від Лозанни.
Корсель-пре-Консіз має площу 4,1 км², з яких на 12,6% дозволяється будівництво (житлове та будівництво доріг), 45,6% використовуються в сільськогосподарських цілях, 41,9% зайнято лісами, 0% не є продуктивними (річки, льодовики або гори).

## Демографія
2019 року в громаді мешкало 402 особи (+44,1% порівняно з 2010 роком), іноземців було 10,4%. Густота населення становила 99 осіб/км².
За віковим діапазоном населення розподілялося таким чином: 23,6% — особи молодші 20 років, 59,2% — особи у віці 20—64 років, 17,2% — особи у віці 65 років та старші. Було 164 помешкань (у середньому 2,3 особи в помешканні).
Із загальної кількості 56 працюючих 34 було зайнятих в первинному секторі, 4 — в обробній промисловості, 18 — в галузі послуг.